# Bayonville
Bayonville é uma comuna francesa na região administrativa de Grande Leste, no departamento Ardenas. Estende-se por uma área de 15,88 km². Em 2010 a comuna tinha 95 habitantes (densidade: 6 hab./km²).